# Hitachi (miasto)
Hitachi (jap. 日立市 Hitachi-shi) – miasto w Japonii, w prefekturze Ibaraki, we wschodniej części wyspy Honsiu. Ma powierzchnię 225,86 km². W 2020 r. mieszkało w nim 174 635 osób, w 77 813 gospodarstwach domowych  (w 2010 r. 193 129 osób, w 77 932 gospodarstwach domowych).

## Historia
1 kwietnia 1889 roku, wraz z wdrożeniem przepisów miejskich, powstała wioska Hitachi. 26 sierpnia 1924 roku wioska zdobyła status miasteczka, a 1 września 1939 roku, w wyniku połączenia z miasteczkiem Sukegawa, powstało miasto Hitachi. 15 lutego 1955 roku teren miasta powiększył się o miejscowości Taga, Kuji i wioski Hidaka, Sakamoto, Higashiosawa i Nakasato (z powiatów Kuji i Taga). Hitachi połączyło się z wioską Toyoura 20 września 1956 roku i z miasteczkiem Jūō 1 listopada 2004 roku.

## Demografia
Zmiany w populacji terenu miasta w latach 1950–2020:

## Gospodarka
Hitachi jest znane na świecie z marki produktów elektrycznych, elektrowni i urządzeń koncernu Hitachi założonego w mieście w 1910 roku przez Namiheia Odairę. Ponadto w mieście rozwinął się przemysł maszynowy, cementowy oraz chemiczny.

## Miasta partnerskie
- Stany Zjednoczone: Birmingham
- Nowa Zelandia: Tauranga